# Vicente Casañ
Vicente Casañ López (Albacete, 1985) es un maestro y político español de Ciudadanos, alcalde de Albacete entre 2019 y 2021, y  primer teniente de alcalde hasta junio de 2023.

## Biografía

### Formación y actividad periodística
Nació en 1985 en Albacete. Diplomado en Magisterio de Lenguas Extranjeras (inglés y francés) por la Universidad de Castilla-La Mancha, desde los dieciséis años ha desarrollado su carrera profesional en el ámbito del periodismo, comenzado cubriendo la información taurina. Ha trabajado como comunicador en diversos medios de comunicación como COPE, Castilla-La Mancha Media, Es Radio Albacete y Radio Marca Castilla-La Mancha, llegando a ser director de estos dos últimos.

### Alcalde de Albacete

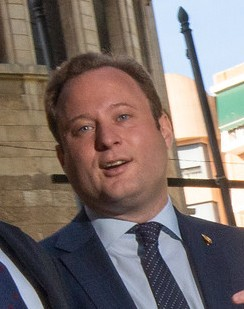
Fotografiado en 2019

Fue el cabeza de lista de Ciudadanos a la alcaldía de Albacete en las elecciones municipales de 2019. Tras llegar a un acuerdo de gobernabilidad con el PSOE, fue investido alcalde de Albacete el 15 de junio de 2019. El acuerdo recogía la permutación en dos años (en 2021) de los cargos de alcalde y vicealcalde, ejercido este último en el primer bienio por Emilio Sáez (PSOE). El 28 de septiembre de 2020 fue elegido coordinador provincial de Ciudadanos en Albacete.

### Investigación de El Mundo
El 10 de febrero de 2021 el diario El Mundo publicó una noticia basándose en documentos que según este periódico obraban en su poder que afirmaba que Vicente Casañ contrató a su propia empresa desde el Ayuntamiento de Albacete durante sus primeros meses como alcalde de la principal ciudad de Castilla-La Mancha, lo que posteriormente fue desmentido por su partido político, Ciudadanos.
En este sentido, la presidenta de Ciudadanos, Inés Arrimadas, indicó que el alcalde de Albacete aportará «toda la información y toda la documentación» para aclarar lo sucedido. En su primera comparecencia pública, Vicente Casañ declaró que, tras acceder al cargo de alcalde de Albacete, se desvinculó de su anterior empresa de comunicación «lo más rápido posible» y que los trámites se ejecutaron en menos de tres meses. Estas explicaciones fueron aceptadas por Podemos y Vox.
El 27 de marzo recibió la medalla de cofrade de honor de la Ilustrísima y Venerable Cofradía de Nuestra Señora de los Dolores de Albacete.
El 7 de junio de 2021 presentó su dimisión como alcalde de Albacete en base al acuerdo de gobernabilidad con el PSOE para dar paso a su sucesor en el cargo, Emilio Sáez Cruz, quien tomó posesión el 9 de junio en el salón de plenos del Ayuntamiento de Albacete.